# Natsumi Itsuki
Natsumi Itsuki (樹 なつみ Itsuki Natsumi; 5 febbraio 1960) è una fumettista giapponese, attualmente residente a Kōbe, Prefettura di Hyōgo, Giappone.
È un'autrice di manga shōjo famosa anche  per aver scritto manga di fantascienza. Ha debuttato nel 1979 con Megumi-chan ni Sasageru Comedy nella rivista LaLa. Ha vinto nel 1993 il Seiun Award per la migliore serie  manga con Oz e nel 1997 il Kodansha Manga Award nella categoria shōjo manga con Yakumo Tatsu. Molte delle sue opere sono divenute anime.

## Opere
Manga
- Marccero Storia, 1982
- Passion Parade, 1987
- Hanasakeru Seishōnen, 1987
- OZ, 1988
- Yakumo Tatsu, 1992
- Juuousei, 1993
- Akatsuki no Musuko, 2000
- Demon Seiten, 2003
- Vampir, 2007

OAV
- Yakumo Tatsu
- OZ

Anime
- Juuousei
- Hanasakeru Seishōnen